# Zareczcza (rejon werenowski)
Zareczcza (biał. Зарэчча; ros. Заречье) – wieś na Białorusi, w obwodzie grodzieńskim, w rejonie werenowskim, w sielsowiecie Podhorodno.
Do 1973 roku nosiła nazwę Niewosze (biał. Нявошы).
Według inwentarza z 1775 r. Niewosze należały do starostwa ejszyskiego w powiecie lidzkim województwa wileńskiego Rzeczypospolitej Obojga Narodów. 
W XIX w. była to wieś nad rzeką Kamionką, w gminie Żyrmuny, w powiecie lidzkim guberni wileńskiej, o 24 wiorsty od Lidy. Liczyła 81 mieszkańców. 
W dwudziestoleciu międzywojennym miejscowość leżała w Polsce, w województwie nowogródzkim, w powiecie lidzkim, do 11 kwietnia 1929 w gminie Żyrmuny, następnie w gminie Werenowo. Po II wojnie światowej w granicach Związku Radzieckiego. Od 1991 w niepodległej Białorusi.